# Cyclidius axillaris
Cyclidius axillaris är en skalbaggsart som beskrevs av Hippolyte Louis Gory och Achille Rémy Percheron 1833. Cyclidius axillaris ingår i släktet Cyclidius och familjen Cetoniidae. Inga underarter finns listade i Catalogue of Life.